# Good Gracious, Annabelle
Good Gracious, Annabelle er en amerikansk stumfilm fra 1919 af George Melford.

## Medvirkende
- Billie Burke som Annabelle Leigh
- Herbert Rawlinson som John Rawson
- Gilbert Douglas som Harry Murchison
- Crauford Kent som George Wimbledon
- Frank Losee som William Gosling